# Dharchula Dehat
Dharchula Dehat è una suddivisione dell'India, classificata come census town, di 3.738 abitanti, situata nel distretto di Pithoragarh, nello stato federato dell'Uttarakhand. In base al numero di abitanti la città rientra nella classe VI (meno di 5.000 persone).

## Geografia fisica
La città è situata a 29° 52' 46 N e 80° 32' 07 E.

## Società

### Evoluzione demografica
Al censimento del 2001 la popolazione di Dharchula Dehat assommava a 3.738 persone, delle quali 1.897 maschi e 1.841 femmine. I bambini di età inferiore o uguale ai sei anni assommavano a 653, dei quali 347 maschi e 306 femmine. Infine, coloro che erano in grado di saper almeno leggere e scrivere erano 2.394, dei quali 1.402 maschi e 992 femmine.